# Витикаб
Витикаб (на латински: Vithicabius; на немски: Vithicab; * пр. 360, † 368) е от 360 до 368 г. алемански крал в Брайзгау.

## Биография
Той е син на Вадомар. Витикаб расте като заложник при римляните. След смъртта на баща му той го наследява като крал.
Въпреки обещанието му към цезар Юлиан да поддържа мирът, по неговото време отново има нападения в римската територия. Затова през 368 г. император Валентиниан I поръчва на подкупен слуга да го убие.